# Carole King
Carole King Klein  (născută Carol Joan Klein ; n. 9 februarie 1942, New York City, New York, SUA) este o cântăreață, compozitoare și muziciană americană. Una dintre cele mai de succes compozitoare din istoria Americii, ea a scris sau co-creat 118 hituri pop care au apărut ]n clasamentul Billboard Hot 100 în a doua jumătate a secolului al XX-lea. King a scris, de asemenea, 61 de hituri care s-au clasat în topurile din Marea Britanie, făcând-o cea mai de succes compozitoare feminină în topurile single-urilor din Marea Britanie între 1962 și 2005.
King a început să aibă succes în anii 1960 când ea și primul ei soț, Gerry Goffin, au scris mai mult de douăzeci de hituri în topuri, dintre care multe au devenit melodii clasice pentru numeroși artiști. Succesul lui King ca interpretă a început în anii 1970, când, într-o serie de albume și concerte, și-a cântat propriile cântece acompaniindu-se la pian. King a realizat 25 de albume solo, cel mai de succes fiind Tapestry, care a deținut recordul pentru cele mai multe săptămâni la locul 1 al unei artiste feminine timp de mai bine de 20 de ani. Vânzările ei record au fost estimate la peste 75 de milioane de exemplare în întreaga lume.
King a câștigat patru premii Grammy și a fost inclusă în Songwriters Hall of Fame. Ea a fost inclusă de două ori în Rock and Roll Hall of Fame ca interpretă și compozitoare. King este laureată a Premiului Gershwin al Bibliotecii Congresului din 2013 pentru secțiunea Cântec cunosut, fiind prima femeie care a  primit această distincție. În 2015 ea a fost laureată a Centrului Kennedy.

## Discografie
- Writer (1970)
- Tapestry (1971)
- Music (1971)
- Rhymes & Reasons (1972)
- Fantasy (1973)
- Wrap Around Joy (1974)
- Really Rosie (coloană sonoră) (1975)
- Thoroughbred (1976)
- Simple Things (1977)
- Welcome Home (1978)
- Touch the Sky (1979)
- Pearls: Songs of Goffin and King (1980)
- One to One (1982)
- Speeding Time (1983)
- City Streets (1989)
- Colour of Your Dreams (1993)
- Love Makes the World (2001)
- A Holiday Carole (2011)